# Guadalajara Challenger 2000
Il Guadalajara Challenger 2000 è stato un torneo di tennis facente parte della categoria ATP Challenger Series, nell'ambito dell'ATP Challenger Series 2000. Il torneo si è giocato a Guadalajara, in Messico, dal 9 al 14 ottobre 2000, su campi in terra rossa.

## Vincitori

### Singolare
Fernando Meligeni ha battuto in finale  Hugo Armando con il punteggio di 7–5, 4–6, 6–4

### Doppio
Hugo Armando /  Alexander Waske hanno battuto in finale  Fernando Meligeni /  Flávio Saretta con il punteggio di 7–6(4), 4–6, 7–6(7)